# Paul Sabatier (chimico)
Paul Sabatier (Carcassonne, 5 novembre 1854 – Tolosa, 14 agosto 1941) è stato un chimico francese, premio Nobel per la chimica nel 1912 insieme a Victor Grignard.
Il Premio Nobel gli venne conferito con la seguente motivazione:
 "Per il suo metodo di idrogenazione dei composti organici in presenza di metalli finemente suddivisi per mezzo del quale negli ultimi anni si è fortemente fatto avanzare il progresso della chimica organica" .
La sua opera più importante fu il trattato La catalisi nella chimica organica pubblicato nel 1913.
A 18 anni fu accettato sia dall'École Polytechnique che da l'École Normale Supérieure de la Rue d'Ulm e scelse di iscriversi a quest'ultima. Studiò e fu assistente di Marcellin Berthelot presso il Collegio di Francia dove discusse la sua tesi nel 1877.
Fu nominato professore titolare di Chimica Generale all'Università di Tolosa.
Nel 1899 mise a punto un metodo per l'idrogenazione catalitica degli oli in presenza di nichel o di altri metalli finemente polverizzati, ottenendo saponi a basso costo, con l'uso di olio di pesce come materia prima in sostituzione di altri grassi animali.
Nel 1901 dimostrò che per idrogenazione catalitica (in condizioni drastiche) del benzene si otteneva il cicloesano.
Per poterlo avere fra i suoi membri, l'Accademia delle Scienze di Francia dovette modificare il proprio statuto, in quanto Sabatier non voleva allontanarsi da Tolosa.
Fu insignito della Legion d'Onore e l'Università di Filadelfia lo nominò Dottore in Scienze honoris causa.
Oltre il Premio Nobel ricevette un gran numero di premi, fra i quali la Royal Medal della Royal Society nel 1918 e la medaglia Franklin del Franklin Institute nel 1933.